# Naufrágios de barcos de imigrantes no Mar Mediterrâneo em abril de 2015

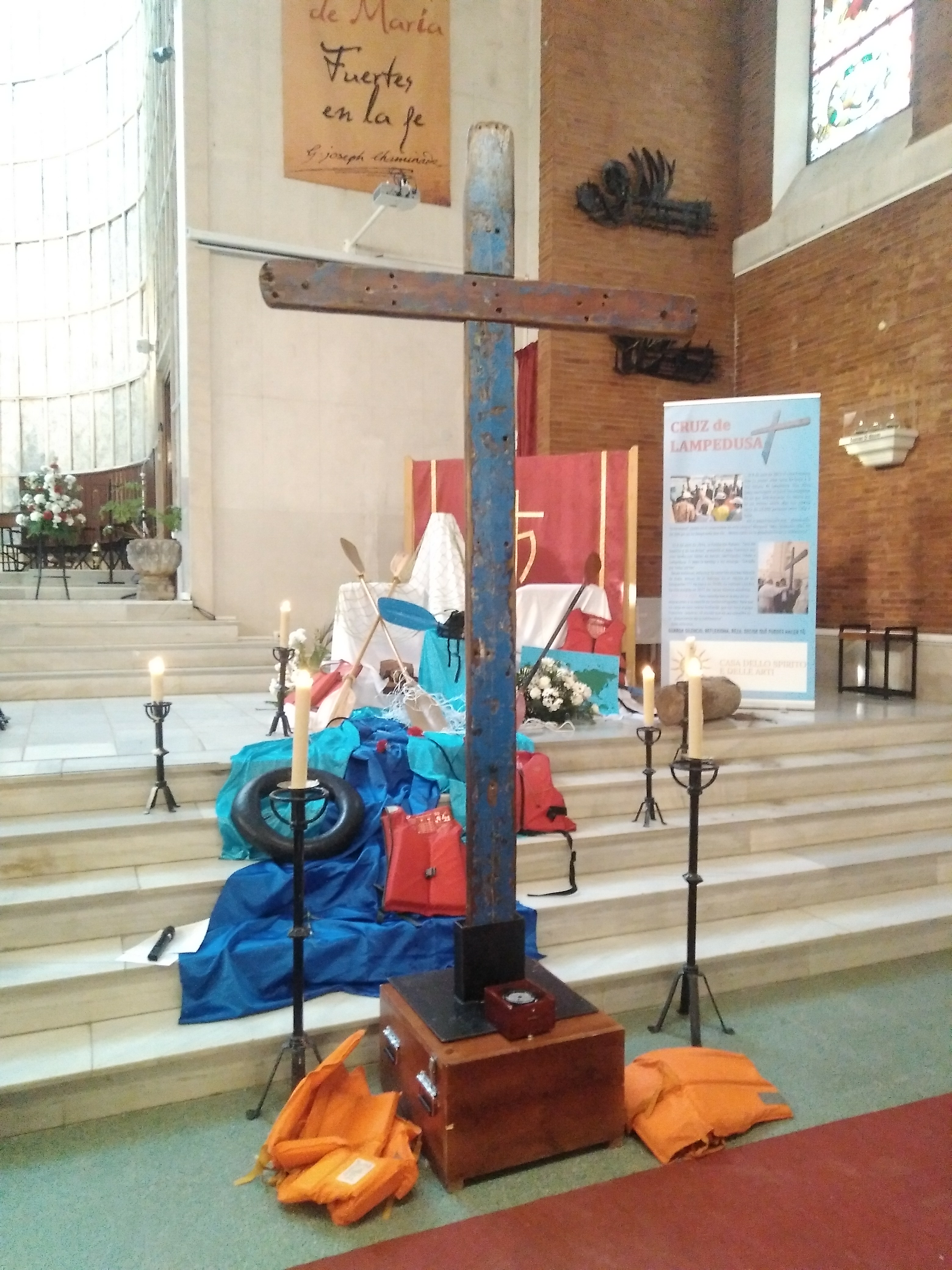
Cruz feita com madeira de barcos de imigração quebrados na ilha italiana de Lampedusa.

Em abril de 2015, pelo menos cinco barcos que transportavam centenas de imigrantes para a Europa afundaram no Mar Mediterrâneo, com um número de mortes combinada estimado em mais de 1.100 pessoas. O primeiro naufrágio ocorreu no dia 13 de abril, com naufrágios adicionais em 16, 19 e 20 de abril. Os naufrágios aconteceram num contexto de conflitos em curso em vários países do Norte da África e do Oriente Médio, bem como de recusa de vários governos da União Europeia (UE) em financiar a Operação Mare Nostrum, que foi substituída pela Operação Tritão da Frontex em novembro de 2014. Muitas embarcações de imigrantes têm viajado da Líbia para o ilha italiana de Lampedusa ou para o porto de Augusta, na Sicília, embora o incidente de 20 de abril tenha ocorrido na costa da ilha grega de Rodes, no Mediterrâneo Oriental. Outros naufrágios têm acontecido nos últimos meses e anos, mas os de abril tornaram-se notáveis pela quantidade de imigrantes afogados no mar Mediterrâneo.

## Reações
A Organização Internacional para as Migrações disse que as mortes no mar aumentaram nove vezes após o fim da Operação Mare Nostrum. A Anistia Internacional condenou os governos europeus pelo "descaso com a crise humanitária na região do Mediterrâneo" e que a União Europeia está "virando as costas às suas responsabilidades e claramente ameaçando milhares de vidas". A Anistia Internacional e a Human Rights Watch também criticaram o baixo financiamento das operações de busca e salvamento.
O Papa Francisco expressou sua preocupação com a perda de vidas e pediu aos líderes da UE para "agir de forma decisiva e rapidamente para impedir que essas tragédias se repitam."